# Patrón (geografía)

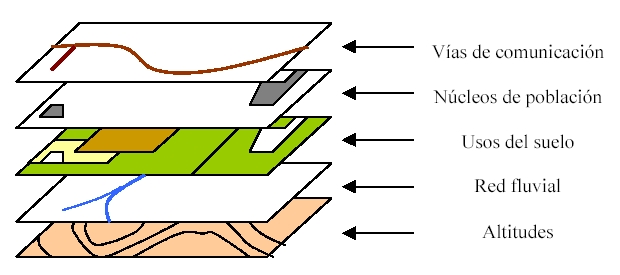
Capas en un Sistema de Información Geográfica (abreviado: SIG) correspondiente a una selección de patrones geográficos previamente escogidos de un área determinada. Es el método que utilizan los mapas interactivos (Google Earth, Wikimapia, Acme, etc.) para afinar la escala de información que el usuario puede escoger.

En geografía, un patrón es un conjunto de rasgos esenciales en un diseño gráfico, mapa o escrito; término opuesto al de proceso geográfico. Por ejemplo, un patrón puede ser la forma como se distribuye la población en un área determinada; mientras que un proceso identificaría a la dinámica que intervino en los cambios ocurridos en ese patrón demográfico. Así pues, mientras que en los procesos geográficos interviene prioritariamente la dimensión temporal, en el caso de los patrones geográficos, dicha dimensión casi no tiene importancia. Existen numerosos patrones en geografía, tales como los patrones de difusión, de asentamiento o poblamiento, urbanos, patrones agrícolas, que a menudo se combinan para formar un hábitat típico.
En la Teoría General de Sistemas, el concepto de patrón geográfico sería equivalente al de estructura  mientras que el de proceso geográfico sería equivalente al de sistema dinámico.

## Ejemplos

### Poblaciones surgidas en el desierto a lo largo de un río
- Frontera noreste de Turkmenistán en las riberas del río Amu Daria ([1]). En este tramo septentrional de Turkmenistán se pueden ver algunas poblaciones, en especial a Türkmenabat a lo largo del área cultivada con las aguas del río Amu Daria. Casi todos los pueblos y ciudades tienen un patrón rectangular, con calles y manzanas formando un damero. Ello significa que tienen un origen relativamente reciente y que siguen un plano fijado previamente antes de la fundación de cada población. La dirección de las calles es paralela al río, por motivos de la pendiente del terreno. Existe una excepción hacia el norte, en la que un pueblo tiene sus calles orientadas hacia el desierto, es decir, alejándose del río. La explicación de esta anomalía también la ofrece la pendiente: unas huellas en el suelo del desierto nos indican que en algún tiempo, el río se desbordó hacia el norte en este lugar. Lo que sucedió es lo que se explica en los patrones originados en un tipo de río que se llama Río Yazoo que presentan todos los ríos de llanuras aluviales: con el tiempo la zona más elevada de los ríos son las terrazas aluviales de las riberas, donde se van acumulando los sedimentos del propio río y cuando estas terrazas se rompen por alguna crecida excepcional, las aguas tienden a salir perpendicularmente a la dirección del río. Muchas inferencias con respecto a la localización de los centros poblados y su distribución espacial pueden hacerse del simple análisis de este tipo de mapas o imágenes de satélite, entre ellas, la localización de los dichos centros poblados en la periferia de las zonas irrigadas y no en las propias riberas del río (debido a que en los límites con el desierto las inundaciones son más raras y se hace uso de unos terrenos menos útiles para la agricultura). A esta distribución lineal de las poblaciones a lo largo del río se añadió la influencia de un nuevo factor: la construcción de una línea de ferrocarril también paralela a dicho río

### Poblaciones rurales en una región homogénea
- Como señala Walter Christaller en su Teoría de los lugares centrales, la localización de los centros poblados en una región homogénea (por ejemplo, en una llanura amplia, con clima, vegetación y suelos relativamente semejantes) sigue un patrón jerarquizado en lo que respecta a su tamaño y área de influencia. Ello significa que dicha localización no es producto del azar, sino que obedece a la ley del mínimo esfuerzo en lo que se refiere a las comunicaciones entre los distintos centros poblados. Surge así una distribución de centros poblados cuya área de influencia es directamente proporcional al tamaño de cada centro. Teóricamente, dichas áreas de influencia son circulares, pero al dibujarlas en un mapa, se cortarán los círculos formando un patrón poligonal (hexagonal según Christaller), ya que estos círculos dejarían espacios libres en las intersecciones. A su vez, cierto número de centros poblados de pequeño tamaño determinarán el mayor crecimiento de algún otro que, por sus características de localización o provisión de servicios, puede ser utilizado como una especie de centro urbano de mercado y de servicios para dichos centros de menor tamaño. La teoría del lugar central de Christaller se convierte así en una aplicación de la ley de gravitación universal (la ley de gravedad) según la cual, la atracción de cada centro poblado es directamente proporcional a su tamaño e inversamente proporcional al cuadrado de la distancia que lo separa de los otros centros poblados. Ello significa que cuanto más grande sea una ciudad mayor será la cantidad de compradores que recibirá de centros poblados de menor tamaño dentro de su área de influencia, pero será menor con respecto a los centros poblados más alejados.
- Patrón ortogonal (perpendicular o cuadrangular) de los centros poblados y de las carreteras en el Medio Oeste norteamericano: parte central del estado de Kansas ([2]). El patrón rectangular separado por caminos o carreteras forma rectángulos de una milla de lado (1,610 m).